# Сульфитредуктаза
Сульфитредуктаза (шифр КФ 1.8.99.1) — важный фермент, участвующий в метаболизме серы. Он катализирует восстановление сульфита до сероводорода и воды. Электроны для реакции поставляются от таких восстановительных эквивалентов как НАДФН, связанных флавиновых групп, или ферредоксина (у растений). По свойствам и строению фермент похож на нитритредуктазу.
SO32− (сульфит) + донор электронов {\displaystyle \rightleftharpoons } H2S (сероводород) + окисленный донор + 3 H2O
Сульфитредуктаза принадлежит к семейству оксидоредуктаз, и была обнаружена у архей, бактерий, грибов, и растений. В зависимости от их функций, каталитических свойств и спектральных характеристик их подразделяют на ассимиляционные и диссимиляционные сульфитредуктазы. Систематическое имя для этого класса ферментов сероводород: акцептор оксидоредуктаза. Другие обычно используемые имена: ассимилирующая сульфитредуктаза, и сероводород: (акцептор) оксидоредуктаза.
Фермент участвует в метаболизме селеноцистеина и ассимиляции серы. Он содержит два ковалентно связанных кофакторов — железосерный кластер [4Fe-4S] и сирогем — который переносит электроны на субстрат. Состоит из двух или четырёх субъединиц по 64-71 кДа. Каждая субъединица имеет сирогем и 4Fe-4S-кластер. Km SO32- = 10 μМ   .

## Дальнейшее чтение
- Asada K. Purification and properties of a sulfite reductase from leaf tissue (англ.) // J. Biol. Chem. : journal. — 1967. — August (vol. 242, no. 16). — P. 3646—3654. — PMID 6038492.
- Asada K., Tamura G., Bandurski R.S. Methyl viologen-linked sulfite reductase from spinach leaves (англ.) // J. Biol. Chem. : journal. — 1969. — September (vol. 244, no. 18). — P. 4904—4915. — PMID 5824566.
- Yoshimoto A., Nakamura T., Sato R. Isolation from Aspergillus nidulans, of a protein catalyzing the reduction of sulfite by reduced viologen dyes (англ.) // J. Biochem.[англ.] : journal. — 1967. — December (vol. 62, no. 6). — P. 756—766. — PMID 558953.